# Успенский, Николай Васильевич
Никола́й Васи́льевич Успе́нский (31 мая 1837, село Ступино, Тульская губерния — 21 октября [2 ноября] 1889, Москва) — русский писатель. Двоюродный брат Глеба Успенского.
Скончался 21 октября 1889 года на одной из улиц в районе Смоленского рынка. Похоронен на Ваганьковском кладбище у могилы Левитова.

## Биография
Николай Васильевич Успенский родился в 1837 году в семье священника в селе Ступино Ефремовского уезда Тульской губернии. Сначала будущий писатель учился в духовной семинарии, а затем в Медико-хирургической академии и Петербургском университете, который, впрочем, не закончил.
Литературная деятельность Успенского началась в 1857 году, когда в журнале «Сын отечества» был напечатан рассказ «Старуха». Позже Николай Успенский, сблизившись с Некрасовым и Чернышевским, стал сотрудником «Современника». В 1861 году по совету и при поддержке Некрасова Успенский ездил в Париж и Италию, где знакомился с западноевропейской жизнью. В этом году Успенский, резко настроенный против самодержавия, «обманувшего народ», был наиболее близок к революционно-демократическому лагерю.
После конфликта с Некрасовым Успенский порвал и с «Современником». В дальнейшем пробовал быть учителем (1862 год преподавал в Яснополянской школе Л. Н. Толстого (однако разругался и с ним), затем в Оренбурге и Москве) и продолжал писать, печатаясь в «Отечественных записках» и «Вестнике Европы». В 1864 году писатель проживал в усадьбе Тургенева, с которым также со временем рассорился.
После 1874 года, жил на разных квартирах в районе Армянского переулка, где обычно собирались писатели «московской темы». В то же время был дружен с известным художником А. К. Саврасовым и литератором и москвоведом И. К. Кондратьевым.
В 1878 году Николай Васильевич женился на 16-летней дочке священника, однако овдовел уже в 1881 году, а с 1884 года писатель стал бродяжничать с дочкой, часто голодая. Однако Успенский продолжал писать, временами публикуясь в «Русском вестнике» и бульварном «Развлечении». Кроме этого, он играл перед уличной толпой на музыкальных инструментах, распевал куплеты и частушки, разыгрывал целые сцены с маленьким крокодиловым чучелом, от лица которого произносил монологи. В одиночестве Успенский злоупотреблял алкоголем, а в октябре 1889 года покончил жизнь самоубийством, зарезавшись в переулке. Некролог был напечатан лишь в декабре того года в «Историческом Вестнике». Другие крупные издания некролог не печатали. Похоронен на Ваганьковском кладбище (участок № 23).

## Творчество

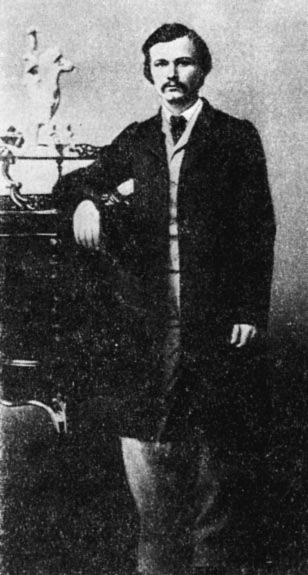
Николай Васильевич Успенский

Ранние рассказы Успенского («Старуха», «Поросёнок», «Грушка», «Змей» и другие) посвящены изображению дореформенной деревни и отражают радикальные демократические настроения писателя, его идейную близость к революционно-демократической интеллигенции. Показывая в этих рассказах забитость, бесправие и неразвитость крестьянской среды, писатель выступал против крепостного строя и либерализма («Хорошее житьё», «Сельская аптека»). Глубоко реалистический характер рассказов Успенского, раскрывавших истинное положение крестьянства, обеспечил им широкий успех. Наиболее выдающимся рассказом был «Обоз» (1860), посвящённый жизни неграмотного и забитого крепостного крестьянина.
Правда, показанная Успенским, и глубокое сочувствие писателя народу обусловили высокую оценку рассказов революционно-демократической критикой. В статье «Не начало ли перемены?» Чернышевский приветствовал Успенского, сумевшего «глубоко заглянуть в народную жизнь и так ярко выставить… коренную причину её тяжелого хода».
В дальнейшем Н. В. Успенский написал ряд рассказов и очерков, описывающих провинциальную среду («Уездные нравы»), знакомое ему духовенство («Работник», «Бурсацкие нравы» и другие), учительство, студенчество («Студент», «Межедворов» и др.) и фабричных рабочих (пьеса «Странницы»), не оставляя однако и деревенской тематики. Большинство новых произведений писателя успеха не имело, в особенности в силу того, что они потеряли свою остроту, стали описательными.
Наиболее художественно ценные повести Успенского 1860-х — «Фёдор Петрович» (1866), «Старое по-новому» (1870), написанные о буржуазии и земстве в деревне, прошли незамеченными. Народническая критика (Скабичевский) резко выступала против Николая Успенского, произведения которого были чужды народнической идеализации общинных «устоев». Постепенно Николай Васильевич стал «забытым писателем», творчество которого, как одного из «шестидесятников» и соратников революционно-демократической реалистической литературы, снова привлекло к себе внимание лишь после Октябрьского переворота 1917 года.

## Значение в литературе
Основное значение очерков Успенского определяется их правдивостью, силой критического реализма, свойственной им. Наиболее ярким средством художественной характеристики, каким располагал Успенский, был язык его героев. Писатель очень умело воспроизводил многообразие оттенков разных говоров, охотно прибегал к сказу (например, «Поросёнок», рассказанный деревенской просвирней, «Грушка» — торговцем, «Хорошее житьё» — целовальником, и так далее). Очерки Успенского подчас подымались до уровня тонко написанных новелл, избегая прямой, голой тенденциозности, выражая идею прежде всего показом самой жизни. Так, в «Хорошем житьё» он обличает кабатчика, не говоря от себя ни единого дурного слова о нём. У Успенского мы находим ряд рассказов, где он прибегает к шаржу и гротеску («Обоз», «Змей» и другие). Это были зародышевые формы того же рода, какой нашёл себе место в творчестве Щедрина, в его «Истории одного города», в «Сказках». Как и Щедрина, Успенского толкало к гротеску остро ощущавшееся просветителем противоречие между действительной и разумной жизнью. Гротескные сцены и образы Успенского не имели, разумеется, силы и глубины щедринской сатиры, так как при всех достоинствах своих очерков писатель всё же редко шёл дальше натурализма и шаржа.

## Произведения
- 1858. Рассказ «Старуха». Опубликован в «Современнике».
- 1858—1859. «Очерки народного быта». Опубликованы в «Современнике». (переиздание при жизни — 1875)
- 1861—1864. «Рассказы Николая Васильевича Успенского».
- 1876. «Повести, рассказы и очерки», в 3 томах.
- 1883. «Сочинения, повести, рассказы и очерки» в 4 томах.

Маленькие рассказы неоднократно публиковались во многих изданиях.